# Scopula dignata
Scopula dignata är en fjärilsart som beskrevs av Achille Guenée 1858. Scopula dignata ingår i släktet Scopula och familjen mätare. Inga underarter finns listade.